# Bjørn Floberg
Bjørn Floberg (født 12. september 1947) er en norsk skuespiller, der har medvirket i film, teater og TV. Han er i Danmark mest kendt for at have medvirket i den danske drama-serie Ørnen og den internationale film Jeg er Dina fra 2002.

## Filmografi
- 2014: Kingsman: The Secret Service
- 2012: 90 minutter
- 2012: Varg Veum – Kalde hjerter
- 2012: Varg Veum - De døde har det godt
- 2011: Varg Veum - I mørket er alle ulver grå
- 2011: Varg Veum – Dødens drabanter
- 2011: Varg Veum – Svarte får
- 2010: Varg Veum – Skriften på veggen
- 2010: Maria Wern - Stum sitter guden
- 2010: En ganske snill mann
- 2008: Varg Veum – Begravde hunder
- 2008: Varg Veum – Kvinnen i kjøleskapet
- 2008: Varg Veum – Falne engler
- 2008: Varg Veum – Din til døden
- 2008: Varg Veum – Tornerose
- 2007: Varg Veum – Bitre blomster
- 2006: Uro
- 2004: Uno
- 2004: Ørnen
- 2003: The Return of the Dancing Master
- 2003: Tur & retur
- 2003: Salmer fra kjøkkenet
- 2003: Villmark
- 2002: Jeg er Dina
- 2002: Musikk for bryllup og begravelser
- 2000: Ikíngut
- 2000: Dykkerne
- 2000: Dykaren
- 1999: Misery Harbour
- 1998: 1732 Høtten
- 1997: Den siste kontrakten
- 1997: Ørnens øje
- 1997: Insomnia
- 1997: Den sidste viking
- 1995: Hører du ikke hva jeg sier!
- 1994: Ti kniver i hjertet
- 1993: Secondløitnanten
- 1992: Telegrafisten
- 1990: Herman
- 1988: Brun bitter
- 1985: Papirfuglen
- 1979: Kronprinsen
- 1978: Blindpassasjer (mini-serie)
- 1977: Lykkespill (TV-serie)